# Aero Cóndor
Aero Cóndor Perú fue una aerolínea peruana con base en Lima, Perú. Fue fundada en 1975 e inició operaciones el mismo año, brindando vuelos de cabotaje turísticos y tipo chárter sobre las líneas de Nazca así como servicios de ambulancia aérea. Su base principal era el Aeropuerto Internacional Jorge Chávez de Lima. El servicio contó con tarjeta de embarque para febrero de 2008 en algunos vuelos locales.
En junio de 2008 la aerolínea AeroCóndor fue prohibida de operar su flota Boeing por la Dirección General de Aeronáutica Civil (DGAC) del Ministerio de Transportes y Comunicaciones (MTC); sin embargo, la aerolínea está autorizada a hacer vuelos turísticos teniendo permiso de operación de aviación comercial para transporte aéreo no regular nacional de pasajeros y carga por un plazo de cuatro años a partir de diciembre de 2008.

## Destinos
Aero Cóndor Perú podía realizar vuelos en diversas rutas que incluyeron: 
| Países | Destinos | Aeropuertos                                           |
| ------ | -------- | ----------------------------------------------------- |
| Perú   | Arequipa | Aeropuerto Internacional Rodríguez Ballón             |
| Perú   | Chiclayo | Aeropuerto Internacional Capitán FAP José A. Quiñones |
| Perú   | Cuzco    | Aeropuerto Internacional Alejandro Velasco Astete     |
| Perú   | Ica      | Aeródromo Las Dunas                                   |
| Perú   | Juliaca  | Aeropuerto Internacional Inca Manco Cápac             |
| Perú   | Nazca    | Aeropuerto María Reiche Neuman                        |
| Perú   | Trujillo | Aeropuerto Capitán FAP Carlos Martínez de Pinillos    |

## Flota
La flota de Aero Cóndor Perú consistió en los siguientes aviones:
| Aeronaves                       | Total | Introducido | Retirado | Matrículas                                                                                     |
| ------------------------------- | ----- | ----------- | -------- | ---------------------------------------------------------------------------------------------- |
| Antonov An-24                   | 1     | 2004        | 2008     | OB-1651                                                                                        |
| Antonov An-26                   | 1     | 2006        | 2008     | OB-1828                                                                                        |
| Beechcraft King Air             | 2     | 1993        | 2008     | OB-1594 y OB-1297                                                                              |
| Boeing 727-200                  | 1     | 2008        | 2008     | OB-1883P                                                                                       |
| Boeing 737-200                  | 5     | 2004        | 2008     | OB-1793P, OB-1832P, OB-1843P, OB-1837P y OB-1799P                                              |
| British Aerospace 146           | 1     | 2008        | 2008     | OB-1885P                                                                                       |
| Cessna 208 Caravan              | 4     | 1998        | 2008     | N12652 (re-reg. OB-1741P), OB-1797T (re-reg. OB-1797P), OB-1740P y OB-1797T (re-reg. OB-1797P) |
| De Havilland Canada DHC-6       | 1     | 1991        | 1991     | C-FKBI                                                                                         |
| Fairchild Swearingen Metroliner | 4     | 1992        | 2000     | N721MA, N3107P, N3116F y N731AC                                                                |
| Fokker F27                      | 1     | 1998        | 2008     | OB-1693                                                                                        |
| Fokker 50                       | 2     | 2002        | 2008     | OB-1829 y OB-1770P                                                                             |
| LET L-410 Turbolet              | 1     | ??          | 2008     | OB-1709                                                                                        |
| North American Sabreliner       | 1     | 1975        | ??       | OB-1319                                                                                        |